# Filitosa
Filitosa ist ein kleines Dorf im Gemeindegebiet von Sollacaro auf der französischen Mittelmeerinsel Korsika. Die Ortschaft liegt etwa 20 km nördlich des Küstenortes Propriano im Taravo-Tal und ist einer der Schlüsselorte der korsischen Vorgeschichte.

## Vorgeschichte

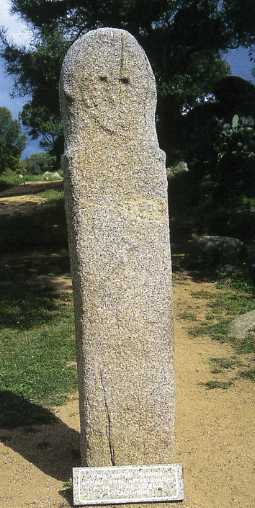
Statuenmenhir Filitosa IV

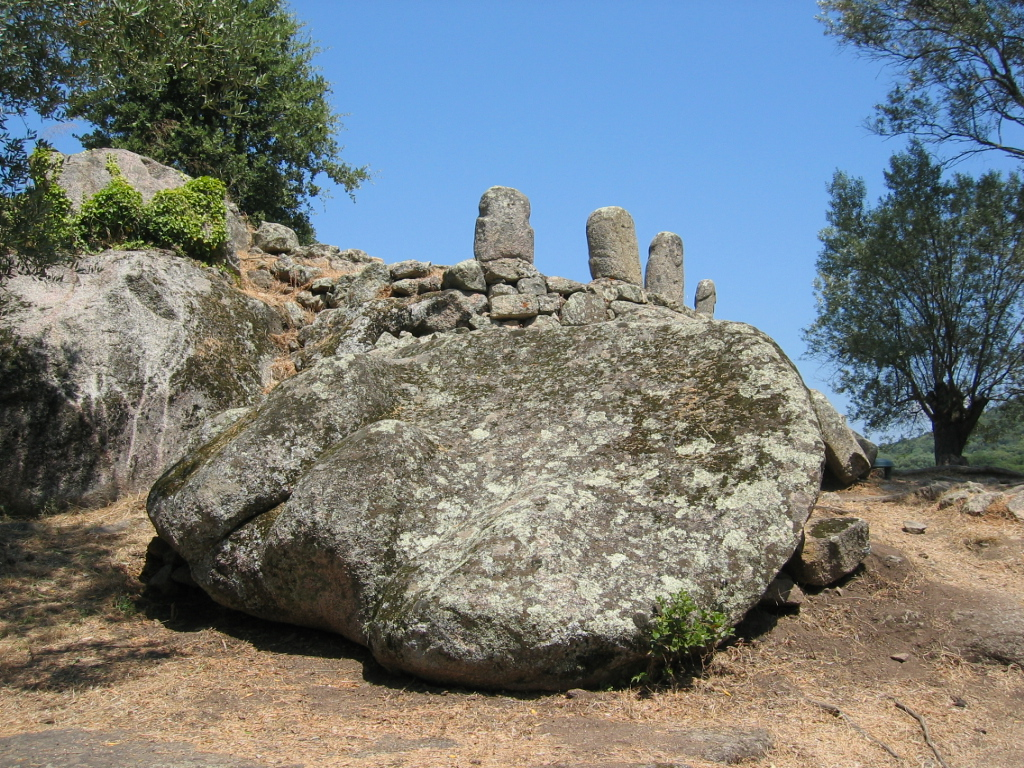
Zentralmonument von Filitosa

Die Gegend wird nachweisbar seit etwa 8.000 Jahren bewohnt. Man fand Spuren ab der Jungsteinzeit (ab 6.000 v. Chr.), besonders aber aus der Megalithkultur (3.500 – 1.600 v. Chr.), und aus der Torre-Kultur (1.600 – 800 v. Chr.) Die Funde werden in einem kleinen Museum bei der Anlage ausgestellt.
Nirgendwo sonst auf Korsika findet man am selben Ort die Statuenmenhire der Megalither und die Torren der Torreaner. Aus der Tatsache, dass die Statuenmenhire oft zerschlagen sind und in den Bauten der Torreaner als Baumaterial verwendet wurden, schloss der Archäologe Roger Grosjean, dass die Kulturen einander feindlich gesinnt waren und die Torreaner die Oberhand gewannen. Dennoch blieben 60 korsische Statuenmenhire erhalten – die meisten davon in Filitosa, das mitten in einem alten Olivenhain liegt.
Eine zyklopische Ringmauer umgibt den ovalen Hügel von Filitosa, der aus Ost-, Zentral- und Westmonument besteht. Die Monumente sind wie auf Korsika oft zu beobachten mit natürlichen Felsformationen kombiniert. Das Ostmonument, beim Zugang ist ein tumulusartiger, steingefasster Rundbau aus der torreanischen Epoche. Seine Bedeutung ist unklar. Ein Felsblock von 15 Tonnen, der auf Steinplatten ruht wurde in die Mauer des Monuments eingebaut.
Im Zentralmonument sind das Megalithikum III sowie die mittlere und späte torreanische Epoche vereint. Ein senkrechter Polierstein mit Doppelmulde (Megalithikum II oder III), ist in die Mauer eingefügt. In der Mitte der Cella befindet sich gebrannter Lehmboden (Opferstelle). 32 Bruchstücke von Menhiren und Menhirstatuen des Megalithikums III, die von den Torreanern zerschlagen wurden, sind als Bausteine in die Ringmauer des Zentralmonuments eingebaut worden. Darunter sind sechs Oberteile von Menhirstatuen.
Zwischen Zentral- und Westmonument liegen zwei Abris oder Tafoni. Abri 1 wurde im Verlauf der verschiedenen Besiedlungen der Anhöhe als Wohn- oder Grabstätte verwendet. Abri 2 ist eine dolmenartige, nach Süden geöffnete Höhle.
Beim Westmonument handelt sich um eine gegliederte Anlage, die aus einem zentralen Bau und seinen südlichen Anbauten besteht. Der Durchmesser beträgt 16 bis 18 m Die südlichen Anbauten bestehen aus Gängen (einer mit Platten überdacht), einer Felsenhöhle, dem Brunnen, sowie Verschlägen und Kammern. Der Hauptteil der Anlage besteht aus dem zweigeteilten Bau. Die Innere Kammer war ursprünglich mit Steinen angefüllt und durch eine Quermauer von der äußeren abgetrennt. Auf ihrem verbrannten Boden fanden sich Spuren einer Feuerstelle und ein konischer Stein in der Art der Baityloi. Wahrscheinlich war die Kammer aus rituellen Gründen zugemauert worden. Der Boden der äußeren Kammer zeigte ebenfalls starke Feuerspuren. Sie ist wahrscheinlich um 1200 v. Chr. zum letzten Mal benutzt worden. Unter dem aus Steinen und Erde bestehenden Schutt, der vom Einsturz der Decke stammt, kamen die Reste eines einzelnen menschlichen Schädels zutage. Neben der Trennungsmauer liegt unter einem Türsturz der Zugang zu einer unterirdischen, ausgehauenen Höhle, die eine Nebenkammer bildet. Die archäologischen Feststellungen lassen darauf schließen, dass es sich bei dieser Anlage wie bei den Übrigen Torren um eine Kultstätte handelt.
Am Westmonument vorbei liegt der Abstieg ins Tal des Flusses Barcajolo. Unten gelangt man zu fünf Menhirstatuen, die man verstreut in Filitosa und seiner Umgebung gefunden hat. Die Statuen gelten als Meisterwerke der Megalithkunst. Darunter ist der Statuenmenhir Filitosa V, der zweitgrößte gilt zugleich als der schönste.
In der Nähe liegen die Torre Castellu di Cuntorba und die chalkolithische Ausgrabungsstätte I Calanchi.